# Volkswagen Golf Cabriolet

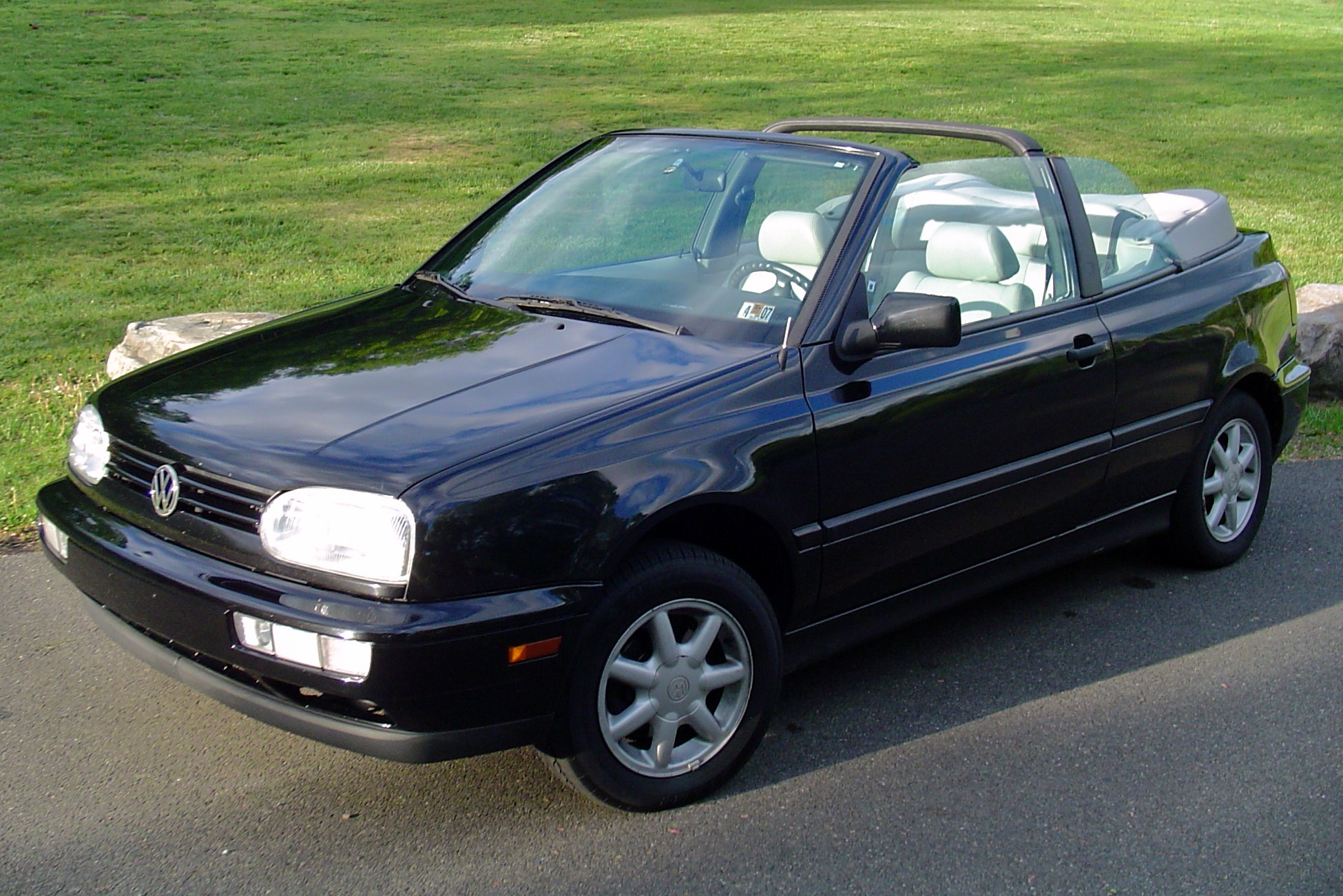
Golf III Cabriolet, årsmodell 1994 till 1998.

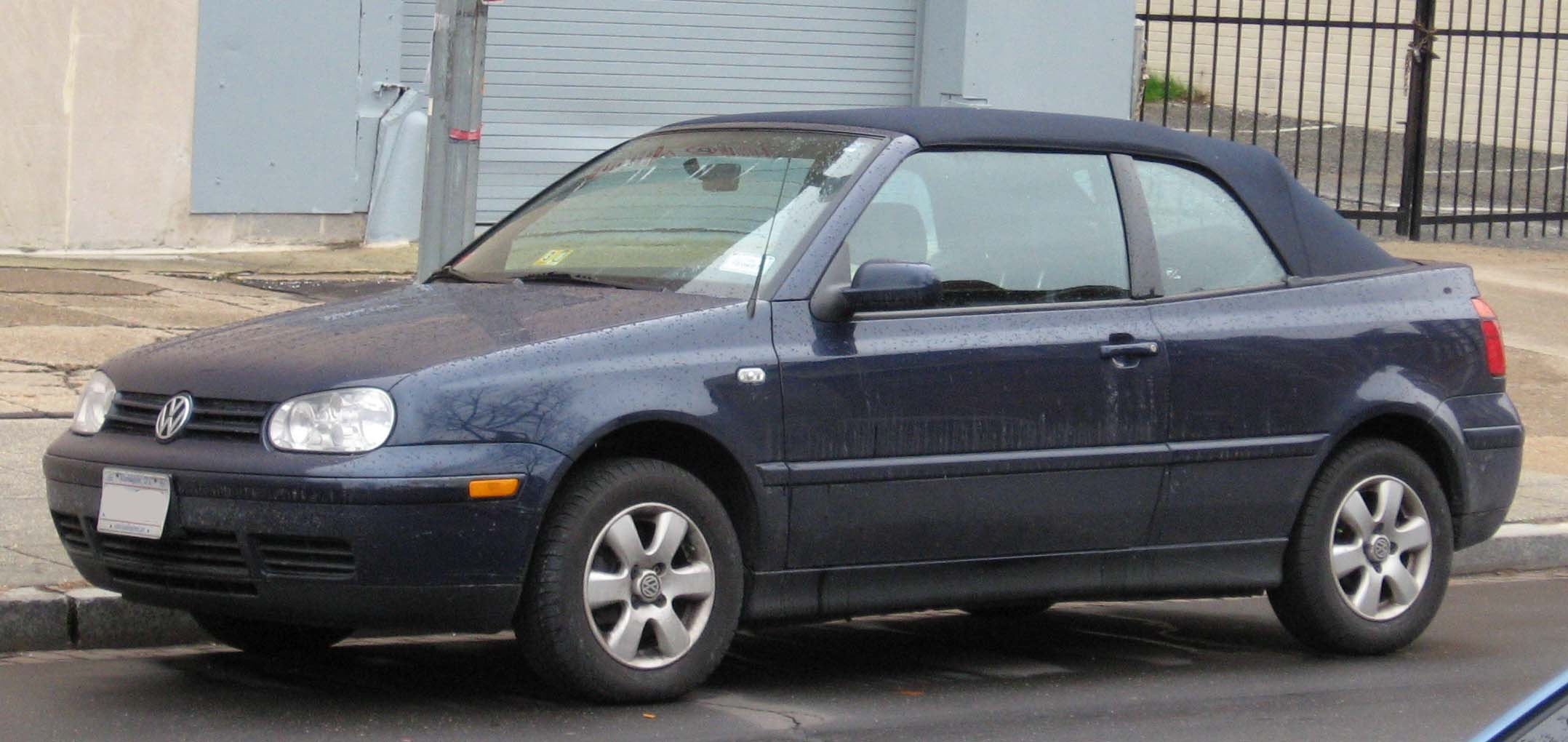
Golf III Cabriolet, årsmodell 1999 till 2001.

Volkswagen Golf Cabriolet är cabrioletformen av Volkswagen Golf och lanserades 1979 baserad på Golf I. När Golf I ersattes av Golf II 1983 fortsatte dock cabriolet-versionen baserad på Golf I att byggas fram till att efterträdaren, baserad på Golf III, lanserades 1993 som årsmodell 1994. Den fick ett ansiktslyft 1998.
Tillverkningen ladas ned 2001, och efterträdaren Volkswagen Eos baserad på Golf V lanserades 2006.

## Modeller
- Typnummer 155: Golf Cabriolet, produktionsår 1979–1993
- Typnummer 1E7: Golf Cabriolet, produktionsår 1993–2001

## Motoralternativ

### Golf I Cabriolet
| Modell | Motor                  | Cylindervolym | Effekt | Vridmoment | Bränslesystem      |
| ------ | ---------------------- | ------------- | ------ | ---------- | ------------------ |
| 1.6    | 4-cyl radmotor SOHC 8V | 1595 cm³      | 75 hk  | 125 Nm     | Förgasare          |
| 1.8    | 4-cyl radmotor SOHC 8V | 1781 cm³      | 90 hk  | 145 Nm     | Förgasare          |
| 1.8    | 4-cyl radmotor SOHC 8V | 1781 cm³      | 95 hk  | 142 Nm     | Bränsleinsprutning |
| 1.8    | 4-cyl radmotor SOHC 8V | 1781 cm³      | 98 hk  | 142 Nm     | Bränsleinsprutning |
| 1.8    | 4-cyl radmotor SOHC 8V | 1781 cm³      | 112 hk | 153 Nm     | Bränsleinsprutning |

### Golf III Cabriolet
| Modell  | Årsmodell | Motor                  | Cylindervolym | Effekt | Vridmoment   | Bränslesystem      |
| ------- | --------- | ---------------------- | ------------- | ------ | ------------ | ------------------ |
| 1.6     | 1995-2000 | 4-cyl radmotor SOHC 8V | 1595 cm³      | 100 hk | 135/140*¹ Nm | Bränsleinsprutning |
| 1.8     | 1994-2000 | 4-cyl radmotor SOHC 8V | 1781 cm³      | 75 hk  | 140 Nm       | Bränsleinsprutning |
| 1.8     | 1994-2000 | 4-cyl radmotor SOHC 8V | 1781 cm³      | 90 hk  | 145 Nm       | Bränsleinsprutning |
| 2.0     | 1994-2001 | 4-cyl radmotor SOHC 8V | 1984 cm³      | 115 hk | 166/165*² Nm | Bränsleinsprutning |
| 1.9 TDI | 1995-2001 | 4-cyl radmotor SOHC 8V | 1896 cm³      | 90 hk  | 202/210*³ Nm | Turbodiesel        |
| 1.9 TDI | 1996-2000 | 4-cyl radmotor SOHC 8V | 1896 cm³      | 110 hk | 235 Nm       | Turbodiesel        |

- ¹ Från årsmodell 1996.
- ² Årsmodell 2001.
- ³ Från årsmodell 1999.